# Aristolochia ringens
La capitana de corazón (Aristolochia ringens) es una especie de planta de la familia Aristolochiaceae. Es originaria del sur de  Centroamérica,  Colombia y  Venezuela.

## Taxonomía
Aristolochia ringens fue descrita por Martin Vahl en Symbolae Botanicae 3: 99. 1794.
Etimología
Aristolochia: nombre genérico que deriva de las palabras griegas aristos ( άριστος ) = "que es útil" y locheia ( λοχεία ) = "nacimiento", por su antiguo uso como ayuda en los partos.  Sin embargo, según Cicerón, la planta lleva el nombre de un tal "Aristolochos", que a partir de un sueño, había aprendido a utilizarla como un antídoto para las mordeduras de serpiente.

La aristoloquia se llamó ansí por parecer que a las mujeres socorría en el parto........La redonda tiene virtud contra todas las otras ponzoñas; mas la luenga resiste el daño de las serpientes y de cualquier veneno mortífero si se bebe una dracma della con vino y se aplica también por de fuera. Bebida con pimienta y con mirra expele el menstruo, las pares y la criatura del vientre; y lo mismo hace metida en la natura de la mujer. Pedacio Dioscórides Anazarbeo, acerca de la Materia Medicinal y de los venenos mortíferos. Andrés Laguna. 1566, Salamanca.

ringens:, epíteto latino.
Sinonimia
- Aristolochia globiflora Mutis
- Aristolochia grandiflora Vahl
- Aristolochia turbacensis Kunth
- Howardia ringens (Vahl) Klotzsch[6]